# 无喙兰
无喙兰（学名：Holopogon gaudissartii）为兰科无喙兰属下的一个种。主要产地为中国辽宁、山西中南部（太岳山）和河南西部（嵩县）为主，是一种濒临的腐生兰。

## 扩展阅读
- 維基物種上的相關：无喙兰